# Ingeborg Nahnsen
Ingeborg Nahnsen (* 25. August 1923 in Eberswalde; † 5. Dezember 1996 in Göttingen) war Sozialwissenschaftlerin, Professorin an der Universität Göttingen, über 20 Jahre Mitglied des Rates der Stadt Göttingen und Mitglied der SPD.

## Leben und Wirken
Ingeborg Nahnsen begann 1943 in München mit dem Studium der Volkswirtschaftslehre, musste es aber abbrechen, weil sie zum Arbeitsdienst und Kriegshilfsdienst verpflichtet wurde. Im letzten Jahr des Zweiten Weltkrieges arbeitete sie in einer Berliner Maschinenfabrik als Betriebsfürsorgerin. Nach dem Krieg machte sie an der Wohlfahrtspflegeschule des Hamburger Sozialpädagogischen Instituts eine allgemeine fürsorgerische Ausbildung. Dabei legte sie Wert auf die Verbindung von Praxis und Theorie, dabei den Schwerpunkt auf Wirtschaftslehre legend, auch als Basis für das von ihr angestrebte Studium der Nationalökonomie. Die Ausbildung in Hamburg schloss sie 1948 ab und studierte von 1949 an in Hamburg sowie später in Köln. Sie beendete das Studium 1952 als Diplom-Volkswirtin und wurde an der Universität Köln im Seminar für Genossenschaftswesen Wissenschaftliche Assistentin. Das Institut leitete damals Gerhard Weisser, der die Professur für Sozialpolitik und Genossenschaftswesen innehatte. Nahnsen wurde seine Schülerin und schrieb eine Dissertation „Einige Gesichtspunkte zum Begriff und zur Politik der sozialen Sicherheit“, mit der sie 1956 in Köln an der Wirtschafts- und Sozialwissenschaftlichen Fakultät promoviert wurde. Danach wirkte Nahnsen als Wissenschaftliche Assistentin an der Hochschule für Sozialwissenschaften in Rüstersiel bis zu dem Umzug der Hochschule und deren Integration als neue Wirtschafts- und Sozialwissenschaftliche Fakultät in die Universität Göttingen im Jahr 1962. Im Jahr 1968 folgte die Habilitation mit einer Arbeit zum Thema „Ansätze zur sozialpolitischen Theorie“. 1973 ernannte der niedersächsische Kultusminister Peter von Oertzen Nahnsen zur Professorin nach der Besoldungsgruppe C 3 für Sozialpolitik an der Universität Göttingen. Sie regte den Enke-Preis an für „herausragende sozialwissenschaftliche Dissertationen oder Examensarbeiten, die am Institut für Sozialpolitik (Sozialwissenschaftliche Abteilung) entstanden“. Sie wurde für die Jahre 1972 bis 1974 zur Dekanin der Wirtschafts- und Sozialwissenschaftlichen Fakultät gewählt und war nach der teilweisen Aufhebung des Vorschaltgesetzes für ein Niedersächsisches Gesamthochschulgesetz durch das Bundesverfassungsgericht im Jahr 1973 zeitweise Staatskommissarin für die Fakultät. Nach der Pensionierung nahm Nahnsen noch Lehraufträge an der 1991 gegründeten Universität Potsdam wahr.
Ingeborg Nahnsen weitete das von Otto Neurath eingeführte Konzept der Lebenslage, das von Gerhard Weisser weiterentwickelt worden war, nicht nur auf den Bereich Arbeitsschutz aus. Sie „identifizierte fünf für menschliches Handeln grundlegende Spielräume, anhand derer sich die Gesamtheit der Lebenslagen beschreiben lassen: den Versorgungs- und Einkommensspielraum, den Kontakt- und Kooperationsspielraum, den Lern- und Erfahrungsspielraum sowie den Dispositionsspielraum. Danach ist die Lebenslage der von außen determinierte Handlungsspielraum, der dem Einzelnen zur Entfaltung und Befriedigung seiner Interessen zur Verfügung steht.“ Nahnsen habe „eine entscheidende Weiterentwicklung [des Weisserschen] Konzeptes vorgenommen“, sie orientiere „ihr Konzept sehr stark auf sozialpolitische Zielsetzungen hin“, und sie verstehe „‚Lebenslage als Lebensgesamtchance‘ der Individuen“. Es sei eine „innovative und deshalb oft wieder aufgegriffene Leistung Nahnsens […] aus der mit analytischer Absicht vorgetragenen Vorstellung von fiktiven ‚Einzelspielräumen der Lebenslage‘“ die „fünf ‚Bedingungskomplexe‘ für ‚das Maß möglicher Interessenentfaltung und Interessenrealisierung‘ zu formulieren“. Dafür nenne sie:
„(1) Versorgungs- oder Einkommensspielraum (Versorgung mit Gütern und Diensten), (2) Kontakt- und Kooperationsspielraum (Pflege sozialer Kontakte, Zusammenwirken mit anderen), (3) Lern- und Erfahrungsspielraum (Sozialisationsbedingungen, Form und Inhalt der
Verinnerlichung sozialer Normen, Bildung und Ausbildung, Arbeitserfahrungen, räumliche Mobilität), (4) Muße- und Regenerationsspielraum (psycho-physische Belastungen durch Arbeit, Wohnmilieu, Umwelt, Existenzunsicherheit), (5) Dispositionsspielraum (Mitentscheidung auf verschiedenen Lebensgebieten).“ Noch in den 2000er Jahren wird das Lebenslagenkonzept Nahnsens zitiert, so auch in umfangreicherer Darstellung in Frank Schulz-Nieswandts Arbeit „Sozialpolitik und Alter“ aus dem Jahr 2006 mit dem „Exkurs: Umweltzentrierte Sichtweise. Der Ansatz von Ingeborg Nahnsen“. Gert Lang weist 2017 darauf hin, dass Nahnsen einerseits das Konzept der Lebenslage dahingehend weiterentwickelt habe, „dass sie die theoretische Spezifizierung weitergetrieben“ habe und andererseits „auch an der praktischen Umsetzung interessiert [gewesen sei] und […] viel zur Operationalisierung beigetragen“ habe. „Sie bietet eine konzeptionelle Überarbeitung [des Weisserschen Konzepts] an, indem sie Bedingungen dafür benennt und den Lebenslagenansatz entlang von sechs Postulaten diskutiert: Das Betroffenheits-, Vollständigkeits-, Sozialitäts-, Bewertbarkeits-, Vergleichbarkeits- sowie Operationalitätspostulat.“ Iris Beck und Heinrich Greving beschreiben in ihrem einführenden Text zu dem von ihnen 2012 herausgegebenen Band „Lebenswelt, Lebenslage“ ausführlich das Nahnsensche Lebenslagenkonzept.
Zu ihren Schülerinnen gehört Gabriele Andretta, die 2003 auf die Frage, welche Vorbilder ihren Werdegang beeinflusst hätten, auf Nahnsen als „Mentorin am Institut für Sozialpolitik“ hinweist, sie sei auch „durch ihr ehrenamtliches Engagement in der Göttinger Kommunalpolitik“ in politischer Hinsicht ein Vorbild gewesen. Andretta war auch wissenschaftliche Mitarbeiterin an Nahnsens Lehrstuhl.

## Politisches Engagement
Ingeborg Nahnsen wurde 1967 Mitglied der SPD. Schon 1968 kandidierte sie erfolgreich für den Rat der Stadt Göttingen. Ihm gehörte sie 23 Jahre an, bis 1991. Sie war Mitglied des Finanzausschusses, des Sozialausschusses und des Rechnungsprüfungsausschusses und wurde vom Rat der Stadt als Mitglied des Aufsichtsrates der Stadtwerke Göttingen und des Deutschen Theaters benannt. In Letzterem war sie Vorsitzende.
In der Göttinger SPD war sie mehr als zehn Jahre Ortsvereins- und Stadtverbandsvorsitzende sowie Mitglied des Unterbezirksvorstands.
Im Jahr 1993 hatte der Rat der Stadt Göttingen beschlossen, Artur Levi zum Ehrenbürger zu ernennen. Die ihn würdigende Rede hielt Ingeborg Nahnsen.

## Veröffentlichungen (Auswahl)
- Der systematische Ort der Sozialpolitik in den Sozialwissenschaften. In: Siegfried Wendt: Gesellschaft in Geschichte und Gegenwart. Beiträge zu sozialwissenschaftlichen Problemen. Eine Festschrift für Friedrich Lenz. Duncker & Humblot, Berlin 1961 (Link zum teilweisen Abdruck)
- Bemerkungen zum Begriff und der Geschichte des Arbeitsschutzes. In: Martin Osterland (Hrsg.): Arbeitssituation, Lebenslage und Konfliktpotential. Festschrift für Max Ernst zu Solms-Rödelheim. Europäische Verlagsanstalt, Frankfurt am Main/Köln 1975, ISBN 3-434-20087-8.
- Weiterbildungsverhalten und Weiterbildungseinstellungen von Industriearbeitern (Untersuchung im Auftrag des Bundesministers für Bildung und Wissenschaft von der Forschungsgruppe WAL an der Sozialpolitischen Abteilung des Instituts für Sozialpolitik und Sozialrecht der Universität Göttingen unter Leitung von Ingeborg Nahnsen)
  - Teil: 1. Weiterbildungsverhalten, Weiterbildungseinstellungen und soziale Lage, Gersbach, München 1976, ISBN 978-3-87253-216-9
  - Teil: 2. Weiterbildungseinstellungen am Beispiel von Fallbeschreibungen, gewerbliche Auszubildende und Industriearbeiter im Vergleich, Gersbach, München 1976, ISBN 978-3-87253-217-6
- Sozialpolitik im Spannungsfeld von Ungleichheit und Existenznot. In: Zeitschrift für Sozialreform, 34 (1988), S. 643 ff.
- Sozialpolitik und soziale Ungleichheit. Deformulierung und Reformulierung, in: Lothar F. Neumann und Frank Schulz-Nieswandt (Hrsg.): Sozialpolitik und öffentliche Wirtschaft. In memoriam Theo Thiemeyer. Schriften zum Genossenschaftswesen und zur Öffentlichen Wirtschaft, Band 34, Duncker & Humblot, Berlin 1995, ISBN 978-3-428-08204-9 (Inhaltsverzeichnis)
- Die Gefährdung sozialpolitischer Gestaltungsspielräume durch die Diskreditierung sozialpolitischer Muster als SED-spezifisch. In: Sozialer Fortschritt, 41 (1992), S. 7 ff.
- Gemeinsam mit Heinrich Henkel und Hajo Romahn (Hrsg.): Gestaltungsprinzipien in Transformationsprozess. „Potsdamer Grundsätze der Vereinigungspolitik“. Reihe Kölner Schriften zur Sozial- und Wirtschaftspolitik. Transfer-Verlag, Regensburg 1995, ISBN 9783860160381

## Ehrungen und Würdigungen

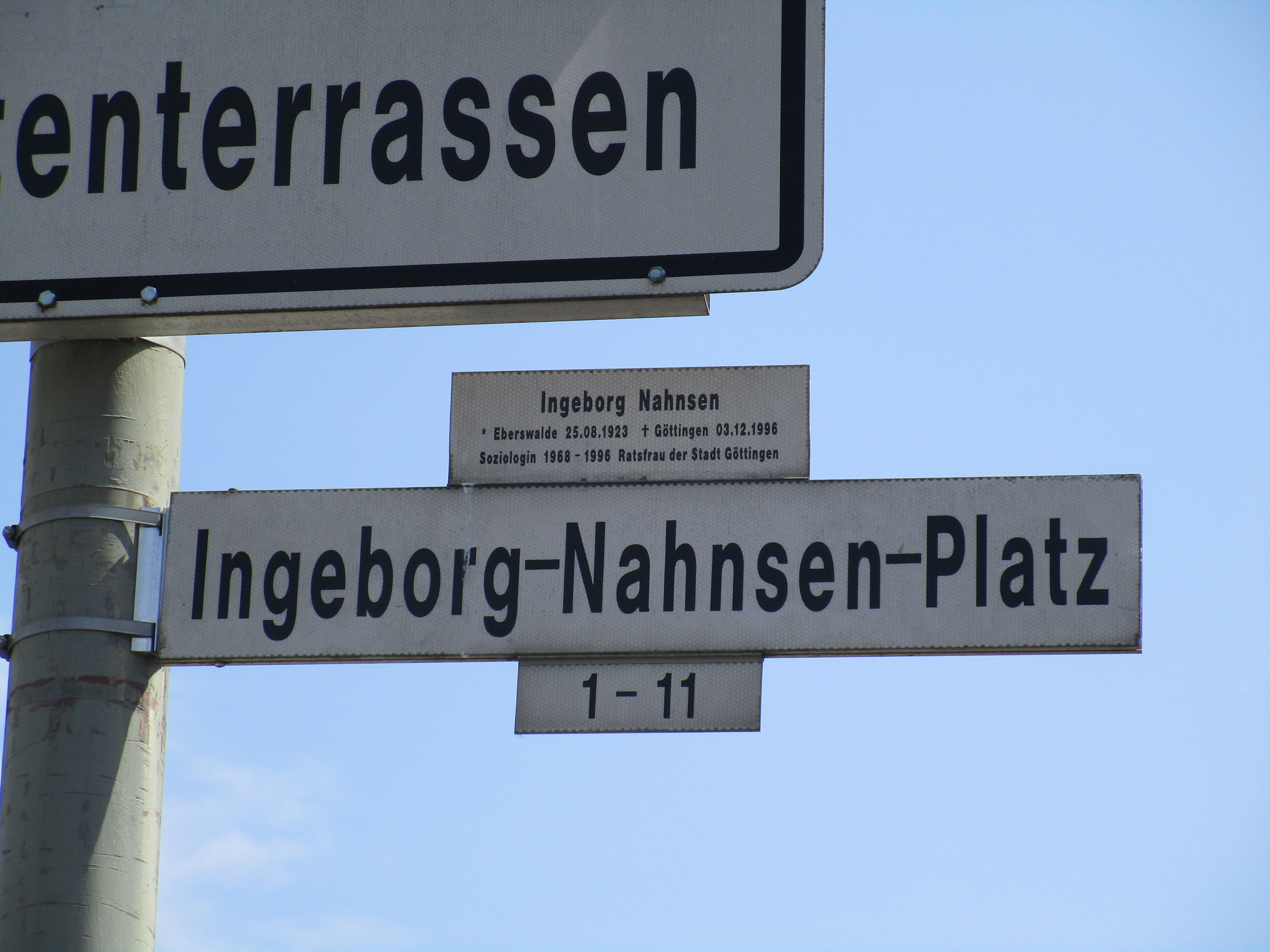
Mit der Benennung eines Platzes ehrte die Stadt Göttingen im Jahr 2006 Ingeborg Nahnsen

Die Göttinger SPD ernannte Nahnsen 1994 zur Ehrenvorsitzenden und benannte in ihrem Parteihaus ein Ingeborg-Nahnsen-Forum nach Nahnsen. Der Rat der Stadt Göttingen beschloss 2006, den Saathoff-Platz in Ingeborg-Nahnsen-Platz umzubenennen. Aus Anlass des 90. Geburtstages hielt der SPD-Stadtverband Göttingen 2013 die Veranstaltung „Erinnerungen an Ingeborg Nahnsen“ ab.
Anlässlich der 100. Wiederkehr des Internationalen Frauentags im Jahr 2011 sprach sich die Göttinger SPD für dessen Beibehaltung aus und verwies auf die Vorbilder von Ingeborg Nahnsen und Inge Wettig-Danielmeier. Beide „hätten dafür gesorgt, dass die Göttinger SPD im Kampf um Frauenrechte und Quotierung immer eine Vorreiterrolle eingenommen hätte.“
Frank Schulz-Nieswandt widmete seinen im Jahr 1998 erschienenen „Beitrag zur Debatte ‚Vom Transfersozialstaat zum Sozialstaat sozialer Dienste‘“ Ingeborg Nahnsen.
Bald nach Ingeborg Nahnsens Tod würdigten Gabriele Andretta, Uschi Birsl und Peter Lösche in einem in der Zeitschrift der Universität Göttingen erschienenem Nachruf die Verstorbene: „Ingeborg Nahnsen war eine begeisterte und begeisternde akademische Lehrerin, eine ausgewiesene, innovative, praxisorientierte Forscherin, eine engagierte, leidenschaftliche Hochschulpolitikerin.“ Sie stellen zur Lehre Nahnsens heraus, „ihre Lehrveranstaltungen gehörten zu den am stärksten besuchten am Fachbereich“. Den von ihr zu Diplom oder Dissertation geführten Schüler sei sie „eine umsichtige, anregende Betreuerin“ gewesen. Für Nahnsen sei „Sozialpolitik als Gegenstand wissenschaftlicher Betrachtung [...] immer praxisorientiert und handlungsorientierend“ gewesen. „Sozialpolitik war für sie […] ein Gesellschaftskonzept, angelegt auf gleichberechtigte Teilhabe an der Gesellschaft, auf Eröffnung von Chancen für den einzelnen Menschen zu eigener Entwicklung, es zielte auf Demokratisierung, auf demokratischen Sozialismus“, betonen die Autoren in ihrem Nachruf und fügen hinzu, als Dekanin und später als Staatskommissarin habe sie die Wirtschafts- und Sozialwissenschaftliche Fakultät „mit sicherer Hand, mit Mut und Kunstfertigkeit“ gesteuert. Als Kommunalpolitikerin habe eine „ideale Verbindung von politisch-institutioneller Praxis und wissenschaftlicher sozialpolitischer Kompetenz“ bestanden. Auch Klaus Wettig betont in seinem Porträt aus dem Jahr 2003 den „legendären Ruf in der Lehre“. Während ihrer Zugehörigkeit zum Rat der Stadt Göttingen habe Nahnsen „die Haushalts- und Wirtschaftspolitik des gesamten Rates“ geprägt. Insbesondere habe ihre Sorge „dem Erhalt und der Entwicklung leistungsstarker öffentlicher Einrichtungen, die für die Befriedigung der sozialen und kulturellen Grundbedürfnisse der Menschen bestimmt“ seien, gegolten.